# Anselmo de Jesus
Anselmo de Jesus (Manilla, 21 april 1869 - aldaar, 7 mei 1901) was een Filipijns dichter.

## Biografie
Anselmo de Jesus werd geboren op 21 april 1869 in de Santa Cruz, een district in de Filipijnse hoofdstad Manilla. Hij was een zoon van beeldhouwer en houtsnijder Romualdo de Jesus en Benedicta Vergara. Hij ging enige tijd naar een kunstschool van de Italianen Alborni en Zappala en volgde daarna twee jaar onderwijs aan het Colegio de San Juan de Letran en drie jaar op de school van Enrique Mendiola. Het is niet bekend wanneer hij begon met dichten. De Jesus schreef zijn gedichten in het Spaans en publiceerde deze in diverse Spaanse tijdschriften en kranten in Manilla en omstreken zoals El Comercio, El Resumen, El Bello Sexo, Moda Filipina en El Liberal. Ook schreef hij enkele patriottische gedichten onder een pseudoniem in La Solidaridad, zoals A Filipinas (aan de Filipijnen) en Mi Patria no se Muere (Mijn vaderland zal niet sterven).
De Jesus overleed in 1901 op 32-jarige leeftijd. 